# NGC 4260
NGC 4260 (другие обозначения — UGC 7361, MCG 1-31-54, ZWG 42.15, VCC 341, PGC 39656) — спиральная галактика с перемычкой (SBa) в созвездии Девы. Открыта Уильямом Гершелем в 1784 году.
Этот объект входит в число перечисленных в оригинальной редакции «Нового общего каталога».
Галактика обладает мощным баром и гладким распределением яркости в балдже, балдж относится к классическим. В центре наблюдаются пылевыые структуры.
Галактика NGC 4260 входит в состав группы галактик NGC 4261. Помимо NGC 4260 в группу также входят ещё 31 галактика. Группа находится немного дальше Скопления Девы, на его периферии. Галактика PG 1216+069, расположенная позади этой группы, имеет в спектре сильную линию поглощения Лайман-альфа с красным смещением около 0,006, что соответствует красному смещению данной группы. При этом ярких галактик, которые могли бы создавать такое поглощение и находятся приблизительно на таком красном смещении, на луче зрения не наблюдается. NGC 4260 является ближайшей яркой галактикой (со светимостью не ниже L* — характерной светимости в функции светимости галактик) и удалена на 246 h75−1 килопарсек. Однако к лучу зрения есть и более близкие, но тусклые галактики.